# سيكستون (ميزوري)
سيكستون (بالإنجليزية: Sikeston city, Missouri)‏ هي مدينة تقع بولاية ميزوري في الولايات المتحدة. تبلغ مساحتها 46.78 كم2، وترتفع عن سطح البحر 100 م، بلغ عدد سكانها 16,318 نسمة في عام 2010 حسب إحصاء مكتب تعداد الولايات المتحدة وتصل الكثافة السكانية فيها 348.8 نسمة لكل كيلومتر مربع (903.4/ميل2).

## التركيبة السكانية
حدّد مكتب تعداد الولايات المتحدة بيانات التركيبة السكانية لسيكستون في تعداد الولايات المتحدة. في ما يلي، التركيبة السكانية حسب تعدادي 2000 و2010.

### تعداد عام 2000
بلغ عدد سكان سيكستون 16,992 نسمة بحسب تعداد عام 2000، وبلغ عدد الأسر 6,779 أسرة وعدد العائلات 4,603 عائلة مقيمة في المدينة. في حين سجلت الكثافة السكانية 363.2 نسمة لكل كيلومتر مربع (940.7/ميل2). وبلغ عدد الوحدات السكنية 7,428 وحدة بمتوسط كثافة قدره 158.8 لكل كيلومتر مربع (411.3/ميل2).
وتوزع التركيب العرقي للمدينة بنسبة 75.52% من البيض و22.36% من الأمريكيين الأفارقة و0.27% من الأمريكيين الأصليين و0.37% من الأمريكيين ذوي الأصول الآسيوية و0.49% من الأعراق الأخرى و0.99% من عرقين مختلطين أو أكثر و1.20% من الهسبانيون أو اللاتينيون من أي عرق.
بلغ عدد الأسر 6,779 أسرة كانت نسبة 37.2% منها لديها أطفال تحت سن الثامنة عشر تعيش معهم، وبلغت نسبة الأزواج القاطنين مع بعضهم البعض 46.7% من أصل المجموع الكلي للأسر، ونسبة 17.8% من الأسر كان لديها معيلات من الإناث دون وجود شريك، بينما كانت نسبة 3.4% من الأسر لديها معيلون من الذكور دون وجود شريكة وكانت نسبة 32.1% من غير العائلات. تألفت نسبة 28.6% من أصل جميع الأسر من عدة أفراد يعيشون في نفس المنزل ونسبة 13.1% كانت تتألف من شخص يعيش بمفرده يبلغ من العمر 65 عاماً أو أكثر. وبلغ متوسط حجم الأسرة المعيشية 2.45، أما متوسط حجم العائلات فبلغ 2.98.
بلغ العمر الوسطي للسكان 36.1 عاماً. وكانت نسبة 27.6% من القاطنين تحت سن الثامنة عشر، وكانت نسبة 8.5% بين الثامنة عشر والرابعة والعشرين عاماً، ونسبة 25.9% كانت واقعةً في الفئة العمرية ما بين الخامسة والعشرين والرابعة والأربعين عاماً، ونسبة 21.8% كانت ما بين الخامسة والأربعين والرابعة والستين، ونسبة 13.9% كانت ضمن فئة الخامسة والستين عاماً فما فوق. يوجد لكل 100 أنثى 86.4 ذكر، ويوجد لكل 100 أنثى في الثامنة عشر من عمرها فما فوق 78.7 ذكر.
بلغ متوسط دخل الأسرة في المدينة 28,589 دولارًا، أما متوسط دخل العائلة فبلغ 36,420 دولارًا. وكان متوسط دخل الذكور 31,846 دولارًا مقابل 19,623 دولارًا للإناث. وسجل دخل الفرد الخاص بالمدينة 15,509 دولارًا. وكانت نسبة 16.2% من العائلات ونسبة 21% من السكان تحت خط الفقر، وكان من هؤلاء نسبة 33.7% تحت سن الثامنة عشر ونسبة 12% في الخامسة والستين من العمر وما فوق.

### تعداد عام 2010
بلغ عدد سكان سيكستون 16,318 نسمة بحسب تعداد عام 2010، وبلغ عدد الأسر 6,749 أسرة وعدد العائلات 4,326 عائلة مقيمة في المدينة. في حين سجلت الكثافة السكانية 348.8 نسمة لكل كيلومتر مربع (903.4/ميل2). وبلغ عدد الوحدات السكنية 7,289 وحدة بمتوسط كثافة قدره 155.8 لكل كيلومتر مربع (403.5/ميل2).
وتوزع التركيب العرقي للمدينة بنسبة 69.95% من البيض و26.20% من الأمريكيين الأفارقة و0.15% من الأمريكيين الأصليين و0.85% من الأمريكيين ذوي الأصول الآسيوية و0.04% من سكان جزر المحيط الهادئ و0.80% من الأعراق الأخرى و2.01% من عرقين مختلطين أو أكثر و2.32% من الهسبانيون أو اللاتينيون من أي عرق.
بلغ عدد الأسر 6,749 أسرة كانت نسبة 32.5% منها لديها أطفال تحت سن الثامنة عشر تعيش معهم، وبلغت نسبة الأزواج القاطنين مع بعضهم البعض 41.1% من أصل المجموع الكلي للأسر، ونسبة 18.6% من الأسر كان لديها معيلات من الإناث دون وجود شريك، بينما كانت نسبة 4.4% من الأسر لديها معيلون من الذكور دون وجود شريكة وكانت نسبة 35.9% من غير العائلات. تألفت نسبة 31.1% من أصل جميع الأسر من عدة أفراد يعيشون في نفس المنزل ونسبة 13.1% كانت تتألف من شخص يعيش بمفرده يبلغ من العمر 65 عاماً أو أكثر. وبلغ متوسط حجم الأسرة المعيشية 2.37، أما متوسط حجم العائلات فبلغ 2.96.
بلغ العمر الوسطي للسكان 38.5 عاماً. وكانت نسبة 25.1% من القاطنين تحت سن الثامنة عشر، وكانت نسبة 8.6% بين الثامنة عشر والرابعة والعشرين عاماً، ونسبة 24% كانت واقعةً في الفئة العمرية ما بين الخامسة والعشرين والرابعة والأربعين عاماً، ونسبة 26.2% كانت ما بين الخامسة والأربعين والرابعة والستين، ونسبة 16% كانت ضمن فئة الخامسة والستين عاماً فما فوق. وتوزع التركيب الجنسي للسكان بنسبة 45.8% ذكور و54.2% إناث.

## وصلات خارجية
- الموقع الرسمي